# Mbombelastadion
Het Mbombelastadion is een voetbalstadion met plaats voor 40.000 personen. Het ligt op ongeveer tien kilometer ten westen van Nelspruit. Het stadion was een van de onderkomens tijdens het WK 2010, maar biedt ook onderdak aan andere sporten zoals cricket.

## WK Interlands
Voor het WK voetbal 2010 waren maar weinig aanpassingen nodig en is de capaciteit opgevoerd tot bijna 40.000 toeschouwers. De belangrijkste wedstrijd gespeeld tijdens het WK was de achtste finale op 26 juni 2010 tussen de Verenigde Staten en Ghana, die gewonnen werd door Ghana met 2-1. Daarnaast werd het stadion door het Engels voetbalelftal gebruikt als thuisbasis voor trainingen.
| №  | Datum        | Wedstrijd               | Uitslag | Competitie        | Toeschouwers |
| -- | ------------ | ----------------------- | ------- | ----------------- | ------------ |
| 1. | 16 juni 2010 | Honduras – Chili        | 0 – 1   | WK 2010 – Groep H | 32.664       |
| 2. | 20 juni 2010 | Italië – Nieuw-Zeeland  | 1 – 1   | WK 2010 – Groep F | 38.229       |
| 3. | 23 juni 2010 | Australië – Servië      | 2 – 1   | WK 2010 – Groep D | 37.836       |
| 4. | 25 juni 2010 | Noord-Korea – Ivoorkust | 0 – 3   | WK 2010 – Groep G | 34.763       |

Soccer City (Johannesburg) · Groenpuntstadion (Kaapstad) · Nelson Mandelabaaistadion (Port Elizabeth) · Moses Mabhidastadion (Durban) · Ellispark (Johannesburg)· Vrystaat-stadion (Bloemfontein) · Loftus Versfeld (Pretoria) · Royal Bafokengstadion (Rustenburg) · Mbombelastadion (Nelspruit) · Peter Mokabastadion (Pietersburg)